# Mouzieys-Teulet
Mouzieys-Teulet – miejscowość i gmina we Francji, w regionie Oksytania, w departamencie Tarn.
Według danych na rok 1990 gminę zamieszkiwało 307 osób, a gęstość zaludnienia wynosiła 23 osób/km² (wśród 3020 gmin regionu Midi-Pireneje Mouzieys-Teulet plasuje się na 760. miejscu pod względem liczby ludności, natomiast pod względem powierzchni na miejscu 865.).